# Lombarden (Bankiers)

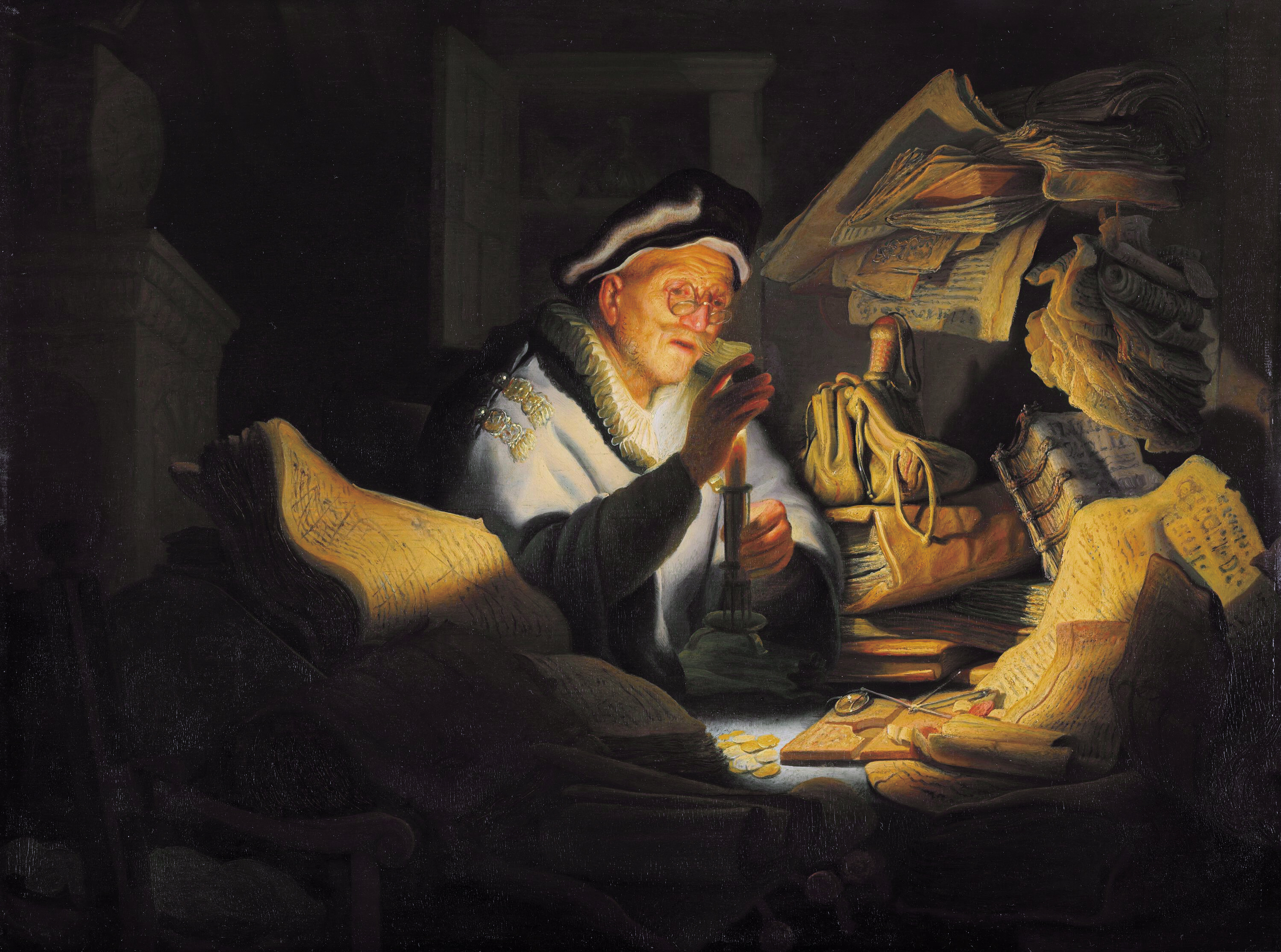
Rembrandt van Rijn – Der Geldwechsler oder Parabel des reichen Narren

Lombarden wurden im Spätmittelalter die Geldhändler, Pfandleiher oder Bankiers aus der Lombardei in Norditalien genannt, wobei ihr Ursprung in der Toscana im Raum  Siena und Florenz lag. Von dort gingen sie in die nördlichen Länder wie Deutschland, Frankreich und England. Damit standen sie als Christen in Konkurrenz zu jüdischen Geldverleihern.

## Europäische Geschichte
Etwa ab 1240 traten vermehrt italienische Kaufleute als Bankiers in europäischen Städten auf und finanzierten über Kredite den Handel, weil ihnen ein größeres Kapital und bessere Beziehungen zur Verfügung standen als den reinen Kaufleuten. Sie nahmen anfangs den Weg über die Champagnemessen, wo Kaufleute aus ganz Westeuropa zusammenkamen. Italienische Kaufleute hatten bereits im 13. Jahrhundert überlegene Verfahren der Finanzwirtschaft entwickelt, so den Zahlungstransfer über große Distanzen mittels Wechseln und Rechnungsverfahren, um den Zahlungsverkehr mit verschiedensten Münztypen zu bewältigen. Besonders im Fernhandel der Champagnemessen waren diese Techniken unentbehrlich geworden. In London, Paris und den flandrischen Städten saßen dauerhaft Agenten der Handelshäuser. Hinzu kamen Aufträge des Papstes, speziell angeordnete Steuern in entfernteren Ländern einzutreiben, etwa von britischen Klöstern, die dann in Wolle bezahlten. Über bargeldlosen Transfer ging der Wert an den Papst, abzüglich der Gebühren. Die großen Familien von Florenz waren die Bardi, die Frescobaldi, die Peruzzi und die Riccardi, die die Konkurrenten aus Siena wie die Bonsignori verdrängten. An sich galt in dieser Zeit kirchenrechtlich ein Zinsverbot, das von Nichtklerikern immer weniger beachtet wurde. Parallel gab es für die Armen die Einrichtung der von Klerikern gegründeten Monti di Pietà.
Alle Italiener im Geldgeschäft der deutschsprachigen Regionen des Heiligen Römischen Reiches wurden unabhängig von der tatsächlichen Herkunft – die sich in den Quellen unterschiedlich darstellt – werden die betreffenden Personen als Lombarden oder unter der eingedeutschten Bezeichnung „Lamperter“ oder „Lamparter“ bezeichnet. In Frankreich hießen sie auch Cahorsins nach der wichtigen Bankstadt Cahors, davon die Eindeutschung Kawerzer. Viele europäische Städte haben eine Lombardstraße (so in Aachen, Lombard Street (London), Rue des Lombards in Paris), wo einst das Pfandhaus stand. In der niederländischen Sprache heißt dies bis heute lommerd.
Es gibt Indizien, dass den Lombarden konvertierte Juden bzw. Kryptojuden halfen. Weil das Getreide liefernde Sizilien unter spanischer Herrschaft stand, galt auch hier das sogenannte Alhambra-Edikt, das nach 1492 alle Juden zur Auswanderung oder zur Konversion zwang. In Palermo allein betraf es zwischen 600 und 850 Familien.

## Italienische Bankgeschäfte im Rheingebiet
In Deutschland traten Lombarden zuerst am Niederrhein auf. Sie spielten sowohl bei der Kreditvergabe als auch beim Handel mit Wechseln eine zunehmend wichtigere Rolle. Hierin waren sie sowohl durch größeres Geschick im Geldgeschäft als auch großen Kapitalbesitz einheimischen Kaufleuten überlegen. Mit dem Niedergang der Champagnemessen Ende des 13. Jahrhunderts wurde der europäische Nord-Süd-Handel zunehmend entlang des Rheins abgewickelt. Zudem wurden die Lombarden ab dem 14. Jahrhundert gezielt durch Fürsten am Niederrhein gefördert, von wo sie auch in die Finanzmärkte des Mittelrheingebietes gingen.
In der Rheinregion mangelte es einheimischen Geschäftsleuten an Know-how und Münzkapital, um diesen Handel zu bewältigen. Zudem veränderten sich die Verwaltungsstrukturen in den rheinischen Territorialherrschaften. Militärische und politische Aufgaben wurden zunehmend über finanzielle Transfers geregelt. Man spricht von einer Kommerzialisierung der Verwaltung, wobei es auch den Territorialherren an Münzkapital mangelte.
Somit bestanden einerseits Bedarf nach Finanzfachleuten und Kreditgebern in der Rheinregion und andererseits aufgrund des Niedergangs der Champagnemessen Anreize für italienische Fernhandelskaufleute, sich neu anzusiedeln.

## Niederlassungen der Lombarden
Die erfolgreichsten Niederlassungen der Lombarden fanden sich am Niederrhein in Köln und Aachen. Deren Inhaber kamen vor allem aus Asti und Chieri. Allerdings wurde die ganze Niederrheinregion mit einem Netz von Niederlassungen überzogen. Belegt sind die Orte Gladbach (Mönchengladbach), Dülken, Heinsberg, Aldenhoven und Jülich. In Erkelenz sind sie im Jahr 1370 nachzuweisen.
Die Ansiedlung war allerdings stets befristet und der Schutz des Landesherren mit hohen Gebühren erkauft. Sie erfolgte zumeist freiwillig in Kolonien, aus praktischen Gründen und Zusammengehörigkeitsgefühl als Sondergruppe. Eine Assimilation fand nicht statt. Eheverbindungen mit Einheimischen waren selten und meist geschäftlich motiviert.
In das Geldgeschäft an Mosel und Mittelrhein konnten die Lombarden erst im späten 14. Jahrhundert vordringen, da die dortigen Landesherren jüdische Finanzfachleute bevorzugten.
Ab 1420 wurden Lombarden schrittweise aus der Rheinregion vertrieben.

## Geschäftsweise der Lombarden
Lombarden waren sowohl im Geldtransfer, im kleinen und mittleren Kreditgeschäft als auch bei der Vergabe von Großkrediten an Landesherren tätig. Kirchenrechtlich galt hier noch das Zinsverbot, das aber ignoriert wurde.
Bei letzterem agierten sie für gewöhnlich als Konsortium. Dieses vergab einen Großkredit an einen Landesherren und bekam dann das Privileg, Zoll und Steuerrechte dieses Landesherren zu verwalten und so den Kredit nebst Zinsen selbstständig wieder einzutreiben. Die beteiligten Lombarden wurden so zu einem Teil der territorialen Finanzverwaltung. Häufig agierten kleinadelige Beamte des Territoriums als Vermittler.
Lombardenkredite waren meist kurzfristig und hochverzinslich.

## Gründe für die Vertreibung der Lombarden
Anfang des 15. Jahrhunderts gelang es einheimischen Kaufleuten und Bankiers zunehmend, sich moderne Methoden des Geldgeschäfts anzueignen und größere Kapitalmengen zu akkumulieren. Parallel veränderte sich das Kreditgeschäft an Nieder- und Mittelrhein. Kurzfristige, hochverzinsliche Kredite, wie die Lombarden sie anboten, verloren gegenüber langfristigen, niedrigverzinslichen Krediten wie der Leibrente und der Erbrente an Bedeutung.
Es gab keine Notwendigkeit, die Lombarden weiterhin zu dulden.